# John Hanson (präst)
John Emil Valdemar Hanson, född 30 november 1877 i Stockholm, död 4 februari 1941 i Luleå, var en svensk präst.
Hanson avlade teoretisk teologisk examen vid Uppsala universitet 1901 och praktisk teologisk examen där 1902. Han blev pastorsadjunkt i Luleå 1905 och domprost där 1913. Han var lasarettspredikant 1905–1912 och fängelsepredikant från 1905. Hanson blev stadsfullmäktiges ordförande i Luleå 1919. Han verkade sedan unga år aktivt för eldbegängelse och utgav en skrift i ämnet: Vad är eldbegängelse?, Jordbegängelse el. eldbegängelse (1904). Den översattes till tyska och finska.